# Himmelev Kirke
Himmelev Kirke er kirke i Himmelev i Himmelev Sogn, Roskilde Domprovsti i Roskilde Stift.
Kirken har skib med flad altervæg i øst, tårn i vest og våbenhus mod syd.

## Historie
Den oprindelige del, skib og kor, er opført i første halvdel af 1100-tallet
af kamp og kridtstenskvadre i ydermuren, mens det indre udelukkende er af
kridtsten. Kirken har haft fladt bjælkeloft og små rundbuede vinduer.
Allerede første halvdel af 1300-tallet blev der tilføjet et tårn, en sjældenhed ved landsbykirker fra en så tidlig
periode. Det var bygget i rundbuestil af kridtstenskvadre og med en aflang firkantet
grundplan. Imod vest har det et lille vindue med en søjle i midten og en rundbuet dør.
I begyndelsen af 1400-tallet blev kirken overhvælvet, og ved år 1500 blev
det oprindelige kor nedbrudt og skibet forlænget mod øst, ligesom også tårnet og kirkens tag blev forhøjet.
Kirken har undergået en gennemgående restaurering 1867-79.
Den anselige, rigt udskårne og farvesmykkede altertavle fra omkring 1600
har et maleri fra 1876 af Th. Wegener Christus.
Prædikestolen er et rigt snitværksarbejde fra renæssancetiden.
Den sekskantede døbefont er udskåret i egetræ. På en af stolestaderne står året 1590.